# Glaucosciadium
Glaucosciadium es un género de plantas herbáceas perteneciente a la familia de las apiáceas.Comprende 2 especies descritas y  aceptadas.

## Taxonomía
El género fue descrito por B.L.Burtt & P.H.Davis y publicado en Kew Bulletin 1949: 229. 1949. La especie tipo es: Glaucosciadium cordifolium (Boiss.) B.L. Burtt & P.H. Davis. 

## Especies
A continuación se brinda un listado de las especies del género Glaucosciadium aceptadas hasta julio de 2013, ordenadas alfabéticamente. Para cada una se indica el nombre binomial seguido del autor, abreviado según las convenciones y usos.
- Glaucosciadium cordifolium (Boiss.) B.L.Burtt & P.H.Davis
- Glaucosciadium insigne (Pimenov & Maassoumi) Spalik & S.R.Downie